# Pål Skoftesson
Pål Skoftesson también Aure-Pål (1068-1160) fue un noble de Giske, Borgund, Møre og Romsdal, Noruega. Era hijo de Skofte Ogmundsson, conocido por encabezar el primer intento escandinavo de participar en las cruzadas a principios del siglo XII. Su padre y hermanos perecieron en el Mediterráneo y fue el único varón que sobrevivió y uno de los últimos caudillos del clan familiar de los Giskeätten.
Pål fue criado en Aure, en Sykkylven (Søkeleven) y de ahí recibió su apodo, Aure-Pål. No tuvo especial protagonismo, ni ambiciones políticas sobresalientes, pues prefirió vivir en paz entre Giske, Aure y su hacienda en Bergen; no obstante fue un caudillo poderoso e influyente como sus antepasados. De hecho, tras su muerte, Aure fue residencia de diversos gobernadores noruegos.

## Herencia
Pål se casó con Sigrid Torkjelsdotter (n. 1074). Sigrid era madre de Bård Guttormsson, un caudillo de los birkebeiner, fruto de su primer matrimonio con Guttorm Asulvsson (1092 - 1150). Pål y Sigrid solo tuvieron dos hijas:
- Sigrid Pålsdatter (n. 1092), que casó con Gudmund Olavsson (n. 1088) de Stadheim.
- Ingeborg Pålsdatter (n. 1112), que casó con Kolbjørn greipstad Olavsson (n. 1111) de Sykkylven.

También se le imputa a Pål la paternidad de Niels (o Nakve) kufung Pålsson (n. 1102), fruto de otra relación. Niels fue lendmann de Magnus V de Noruega en 1172.